# 20081 Occhialini
20081 Occhialini (1994 EE3) là một tiểu hành tinh vành đai chính được phát hiện ngày 12 tháng 3 năm 1994 bởi V. Goretti và M. Tombelli ở Cima Ekar.